# 트레이시 버드
트레이시 버드(Tracy Byrd, 1966년 12월 17일 ~ )는 미국의 컨트리 가수이다.